# Flirtování (film)
Flirtování (v anglickém originále Flirting) je australský dramatický film z roku 1991. Režisérem filmu je John Duigan. Hlavní role ve filmu ztvárnili Noah Taylor, Thandie Newton, Nicole Kidman, Felix Nobis a Josh Picker.

## Obsazení
| Noah Taylor    | Danny Embling       |
| Thandie Newton | Thandiwe Adjewa     |
| Nicole Kidman  | Nicola              |
| Felix Nobis    | Jock Blair          |
| Josh Picker    | Backa Bourke        |
| Kiri Paramore  | Slag Green          |
| Marc Aden      | Christopher Laidlaw |
| Gregg Palmer   | Colin Proudfoot     |
| Naomi Watts    | Janet Odgers        |